# Цзуньи
Цзуньи́ (кит. упр. 遵义, пиньинь Zūnyì) — городской округ в провинции Гуйчжоу КНР.

## История
Уезд с название «Цзуньи» был создан ещё во времена империи Тан в 642 году (его власти тогда размещались на месте современного уезда Суйян). Затем эти места были завоёваны государством Наньчжао. Потом эти места отбил у Наньчжао Ян Дуань, и основал здесь в 876 году владение Бочжоу, в котором впоследствии семь веков правили его потомки. В конце XVI века Ян Инлун восстал против империи Мин. После подавления восстания власть местных вождей была ликвидирована, и эти земли были подчинены властям провинции Сычуань.
В 1600 году здесь вновь появился уезд Цзуньи. Во времена империи Цин в 1687 году для администрирования этих мест была создана Цзуньиская управа (遵义府), власти которой разместились в уезде Цзуньи. В 1728 году Цзуньиская управа была переведена в подчинение властям провинции Гуйчжоу. После Синьхайской революции в Китае была проведена реформа структуры административного деления, в ходе которой управы были упразднены, и в 1913 году Цзуньиская управа была расформирована.
После вхождения этих мест в состав КНР в конце 1949 года был создан Специальный район Цзуньи (遵义专区), состоящий из 11 уездов. В 1950 году урбанизированная часть уезда Цзуньи была выделена в отдельный город Цзуньи (遵义市), но в 1951 году он был расформирован. В 1952 году город Цзуньи был создан вновь, а в 1955 году он был выведен из состава Специального района Цзуньи и подчинён напрямую властям провинции Гуйчжоу.
В 1956 году был расформирован Специальный район Чжэньюань (镇远专区), и ранее входивший в его состав уезд Юйцин перешёл в состав Специального района Цзуньи. В 1958 году город Цзуньи перешёл в подчинение властям Специального района; уезд Цзуньи был при этом расформирован, а его территория присоединена к городу Цзуньи. Также в 1958 году уезд Даочжэнь был присоединён к уезду Чжэнъань, уезды Фэнган и Юйцин — к уезду Мэйтань, а уезд Сифэн перешёл из состава Специального района Аньшунь (安顺专区) в состав Специального района Цзуньи.
В 1959 году написание названия уезда Учуань было изменено с 婺川县 на 务川县, а уезда Сишуй — с 鳛水县 на 习水县.
В 1961 году были воссозданы уезды Цзуньи, Даочжэнь, Фэнган и Юйцин.
В 1963 году уезд Кайян перешёл из-под юрисдикции властей Гуйяна в состав Специального района Цзуньи.
В 1965 году уезды Сифэн и Кайян перешли в состав Специального района Аньшунь.
В 1970 году Специальный район Цзуньи был переименован в Округ Цзуньи (遵义地区).
21 августа 1986 года уезд Учуань был преобразован в Учуань-Гэлао-Мяоский автономный уезд.
9 сентября 1986 года уезд Даочжэнь был преобразован в Даочжэнь-Гэлао-Мяоский автономный уезд.
30 сентября 1990 года уезд Чишуй был преобразован в городской уезд.
В июле 1992 года на территории города Цзуньи была создана Цзуньиская зона технико-экономического развития (遵义经济技术开发区).
30 ноября 1995 года уезд Жэньхуай был преобразован в городской уезд.
Постановлением Госсовета КНР от 10 июня 1997 года были расформированы город Цзуньи и округ Цзуньи, и образован городской округ Цзуньи; территория бывшего города Цзуньи стала районом Хунхуаган в его составе.
Постановлением Госсовета КНР от 26 декабря 2003 года из территории Цзуньиской зоны технико-экономического развития и части земель уезда Цзуньи был образован район Хуэйчуань.
В 2016 году был расформирован уезд Цзуньи; часть его земель была передана в состав районов Хунхуаган и Хуэйчуань, а на оставшейся территории был создан район Бочжоу.

## Административно-территориальное деление
Городской округ Цзуньи делится на 3 района, 2 городских уезда, 7 уездов, 2 автономных уезда:
| Карта | Карта                                  | Карта                | Карта                            | Карта            | Карта         |
| --- | -------------------------------------- | -------------------- | -------------------------------- | ---------------- | ------------- |
| Хунхуаган Хуэйчуань Бочжоу Тунцзы Суйян Чжэнъань Даочжэнь-Гэлао-Мяоский · автономный уезд Учуань-Гэлао-Мяоский · автономный уезд Фэнган Мэйтань Юйцин Сишуй Чишуй Жэньхуай |                                        |                      |                                  |                  |               |
| Статус | Название                               | Иероглифы            | Пиньинь                          | Население (2010) | Площадь (км²) |
| Район | Хунхуаган                              | 红花岗区             | Hónghuāgǎng qū                   |                  |               |
| Район | Хуэйчуань                              | 汇川区               | Huìchuān qū                      |                  |               |
| Район | Бочжоу                                 | 播州区               | Bōzhōu qū                        |                  |               |
| Городской уезд | Чишуй                                  | 赤水市               | Chìshuǐ shì                      |                  |               |
| Городской уезд | Жэньхуай                               | 仁怀市               | Rénhuái shì                      |                  |               |
| Уезд | Тунцзы                                 | 桐梓县               | Tóngzǐ xiàn                      |                  |               |
| Уезд | Суйян                                  | 绥阳县               | Suíyáng xiàn                     |                  |               |
| Уезд | Чжэнъань                               | 正安县               | Zhèng'ān xiàn                    |                  |               |
| Уезд | Фэнган                                 | 凤冈县               | Fènggāng xiàn                    |                  |               |
| Уезд | Мэйтань                                | 湄潭县               | Méitán xiàn                      |                  |               |
| Уезд | Юйцин                                  | 余庆县               | Yúqìng xiàn                      |                  |               |
| Уезд | Сишуй                                  | 习水县               | Xíshuǐ xiàn                      |                  |               |
| Даочжэнь-Гэлао-Мяоский автономный уезд | Даочжэнь-Гэлао-Мяоский автономный уезд | 道真仡佬族苗族自治县 | Dàozhēn Gēlǎozú Miáozú zìzhìxiàn |                  |               |
| Учуань-Гэлао-Мяоский автономный уезд | Учуань-Гэлао-Мяоский автономный уезд   | 务川仡佬族苗族自治县 | Wùchuān Gēlǎozú Miáozú zìzhìxiàn |                  |               |

## Экономика

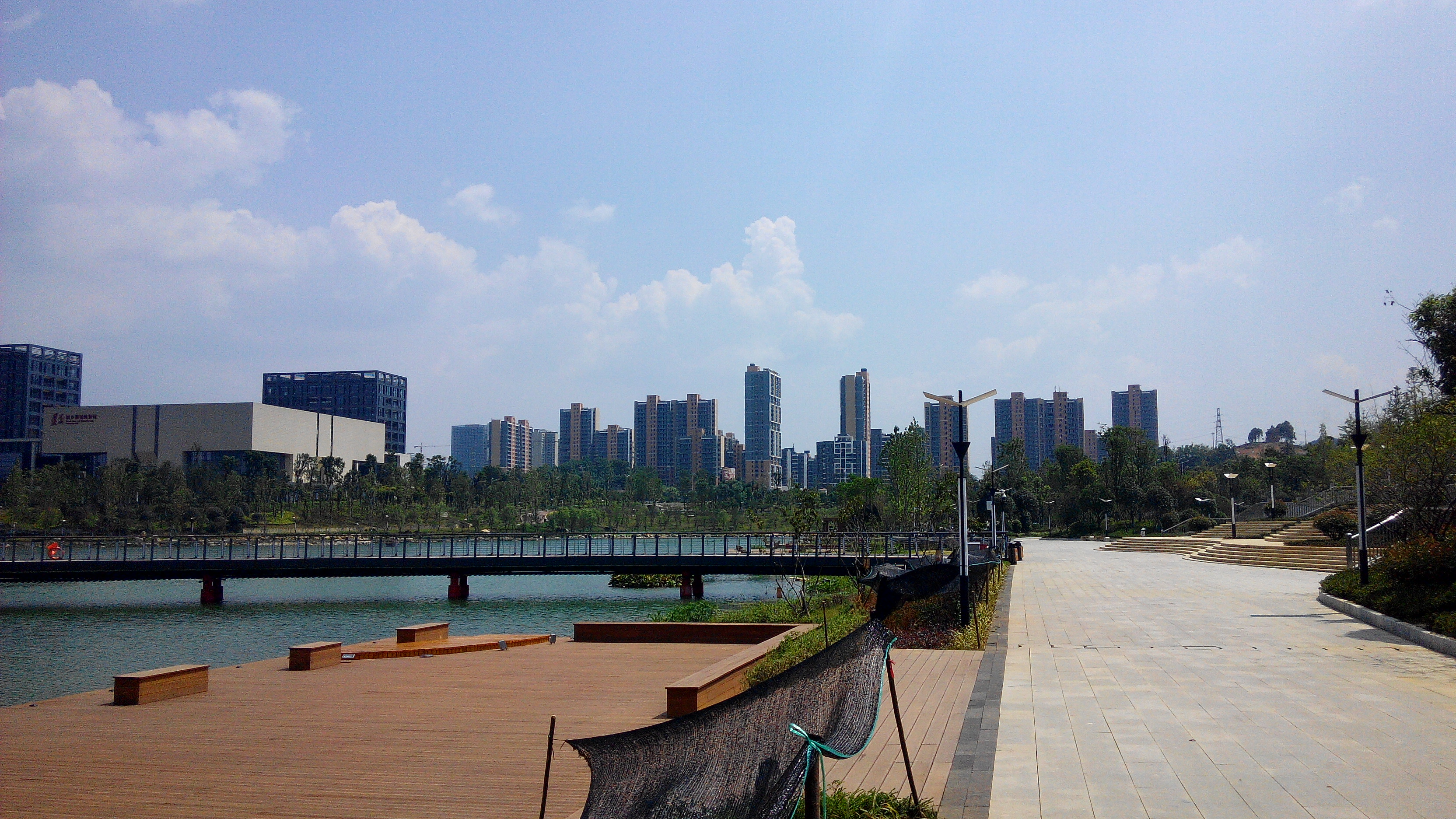
Деловой центр Цзуньи в районе Хунхуаган

Цзуньи — крупный центр чайной промышленности (обработка зеленого и черного чая, производство молочных чайных напитков). В округе расположено предприятие компании China Jiangnan Aerospace Group, которая входит в состав China Aerospace Science and Industry Corporation (ракетные комплексы HQ-22, компоненты для ракет и специальное программное обеспечение).

### Агробизнес
Цзуньи является крупным центром чаеводства. По состоянию на 2024 год общая площадь чайных плантаций в Цзуньи превысила 130 тыс. га, а годовой объем производства чайных листьев составил 159,8 тыс. тонн.
Важное значение имеет выращивание грибов, в том числе вёшенки степной.

## Транспорт

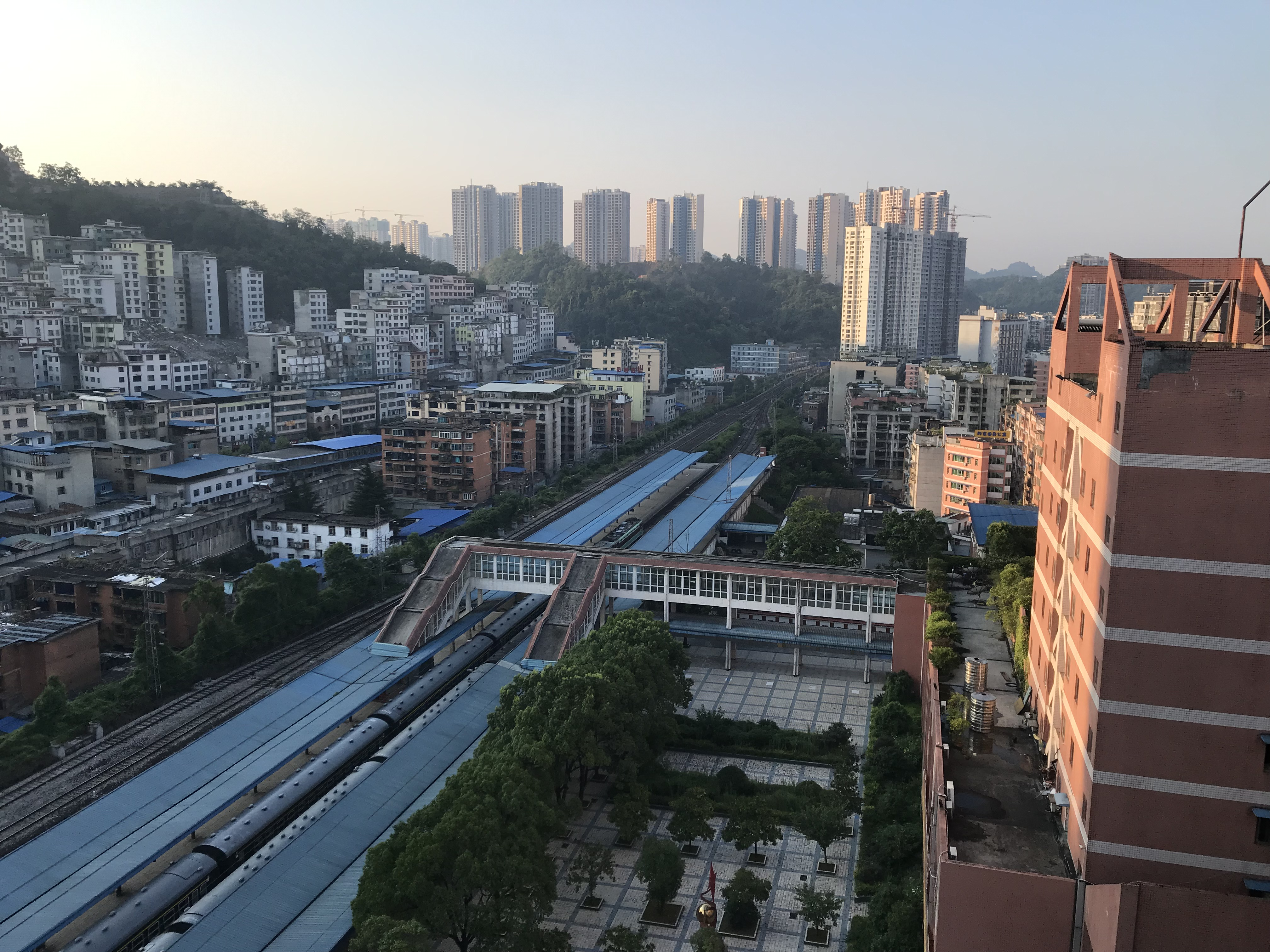
Вокзал Цзуньиси

В декабре 2022 года была открыта скоростная автомагистраль Жэньхуай — Цзуньи.

## Археология
Четыре зуба из пещеры Яньхуэй в уезде Тунцзы датируются возрастом от 172 000 до 240 000 лет назад. Возможно, это останки денисовского человека.